# Volcanoes de Salem-Keizer

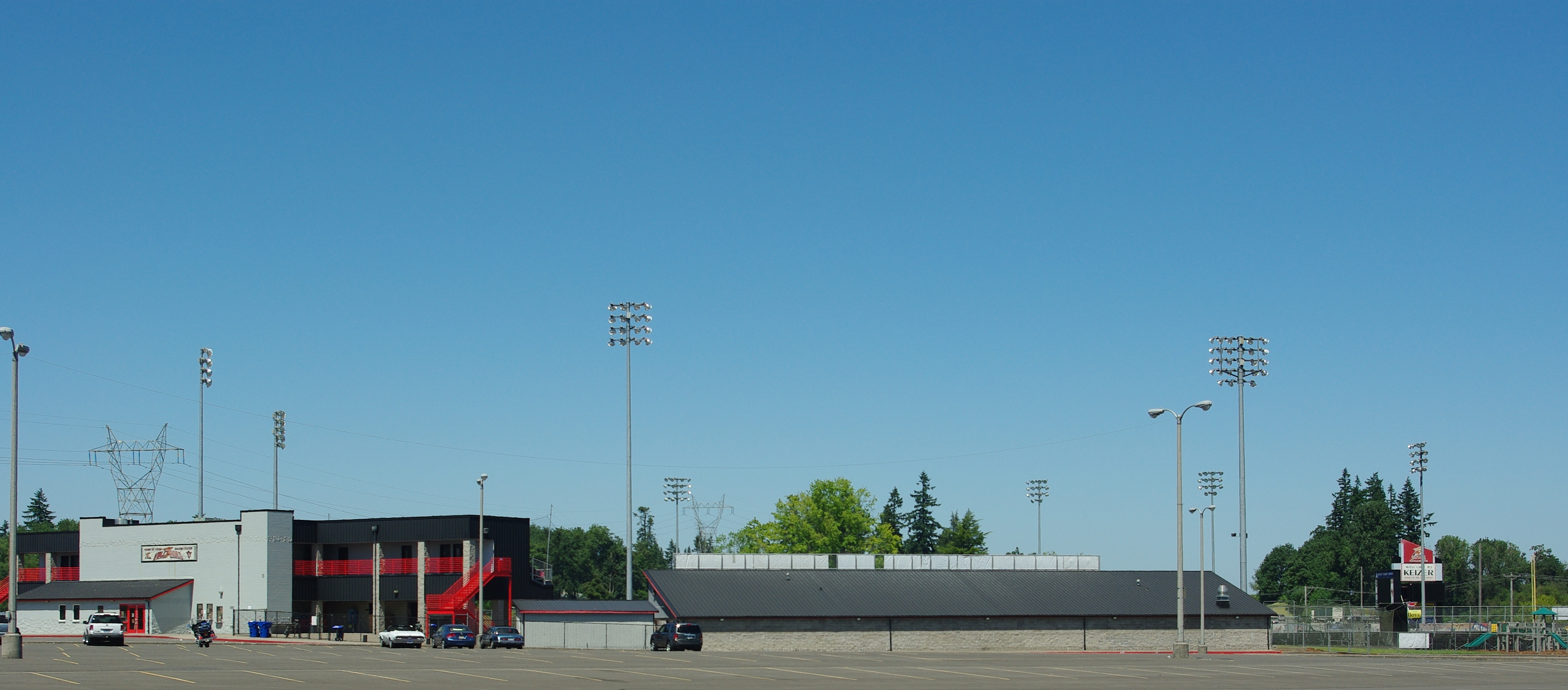
Stade des Volcanoes

Les Volcanoes de Salem-Keizer sont un club de baseball américain basé à Keizer dans l'Oregon, membres fondateurs en 2021 de la Ligue de Baseball Indépendante de Mavericks. Ils ont été affiliés aux Giants de San Francisco de 1997 à 2020.